# Ferroviário Atlético Clube (Piauí)
O Ferroviário Atlético Clube é um clube de futebol brasileiro, da cidade de Parnaíba, no Piauí, fundado em 6 de setembro de 1946, por um grupo de funcionários da então Estrada de Ferro Central do Piauí.
É considerado um dos times de grande tradição de seu estado, e em 2023 disputaria o Campeonato Piauiense, porém desistiu.